# ムレッロ
ムレッロ（伊: Murello）は、イタリア共和国ピエモンテ州クーネオ県にある、人口約900人の基礎自治体（コムーネ）。

## 地理

### 位置・広がり

#### 隣接コムーネ
隣接するコムーネは以下の通り。
- カヴァッレルレオーネ
- モレッタ
- ポロンゲーラ
- ラッコニージ
- ルッフィーア
- ヴィッラノーヴァ・ソラーロ

#### 地震分類
イタリアの地震リスク階級 (it) では、3 に分類される
。

## 行政

### 分離集落
ムレッロには、以下の分離集落（フラツィオーネ）がある。
- Bonavalle, Galattero, Robelletta, Tetti Spertini, Tetti Spertini Sotto